# Zygmunt Gajewicz
Zygmunt Gajewicz (ur. 24 października 1880 w Modlinie, zm. 3 stycznia 1942 w KL Dachau) – polski duchowny katolicki związany z diecezją łódzką, pedagog.
Był synem Józefa i Natalii z Woyciechowskich, bratem Bronisława Gajewicza i Wandy z Gajewiczów Nowickiej. W 1899 ukończył II Gimnazjum w Warszawie. W latach 1900–1905 studiował w warszawskim Metropolitalnym Seminarium Duchownym. Po przyjęciu święceń kapłańskich pracował jako wikariusz w Zgierzu, w 1911 został administratorem parafii w Otwocku, w 1913 proboszczem w Kiczkach. W czasie I wojny światowej prowadził pracę pedagogiczną w Zgierzu. Od 1922 był profesorem, potem także wicerektorem Wyższego Seminarium Duchownego w Łodzi. Otrzymał godność kanonika honorowego kapituły łódzkiej oraz pełnił funkcję cenzora ksiąg kościelnych.
W 1933 został proboszczem kolegiaty w Łasku i dziekanem dekanatu łaskiego. Zasiadał również w Radzie Powiatowej Szkolnej w Łasku z ramienia łódzkiej kurii biskupiej.
Podczas II wojny światowej aresztowany po raz pierwszy ok. 10 listopada 1939 podczas dużej akcji na terenie Kraju Warty pn. „Inteligenzaktion” i osadzony w obozie przejściowym w fabryce Michała Glazera na Radogoszczu w Łodzi. Zwolniony wraz z innymi księżmi 17 stycznia 1940. Ponownie aresztowany w październiku 1941 w ramach akcji represyjnej skierowanej przeciwko kościołowi katolickiemu w Kraju Warty. Wraz z innymi księżmi osadzony najpierw w obozie w Konstantynowie Łódzkim, a następnie w obozie koncentracyjnym Dachau (nr obozowy 28494) i tam zmarł 3 stycznia 1942.